# لاهیتون
لاهیتون (به انگلیسی: Lawhitton) یک روستا در بریتانیا است که در Lawhitton Rural واقع شده‌است. لاهیتون ۲۳۲ نفر جمعیت دارد.